# Пономарево (Псковский район)
Пономарево — деревня в Тямшанской волости Псковского района Псковской области России.
Расположена в 18 км к западу от центра города Пскова и в 3 км к западу от деревни Тямша.

## Население
| 2001 | 2002 | 2010 |
| ---- | ---- | ---- |
| 3    | ↘0   | ↗5   |